# Helvetia (genre)
Pour l’article homonyme, voir Helvetia.
Genre
Synonymes
- Deloripa Simon, 1901

Helvetia est un genre d'araignées aranéomorphes de la famille des Salticidae.

## Distribution
Les espèces de ce genre se rencontrent en Amérique du Sud.

## Liste des espèces
Selon World Spider Catalog (version 18.0, 09/04/2017) :
- Helvetia albovittata Simon, 1901
- Helvetia cancrimana (Taczanowski, 1872)
- Helvetia galianoae Ruiz & Brescovit, 2008
- Helvetia humillima (Mello-Leitão, 1943)
- Helvetia labiata Ruiz & Brescovit, 2008
- Helvetia rinaldiae Ruiz & Brescovit, 2008
- Helvetia riojanensis Galiano, 1965
- Helvetia roeweri (Soares & Camargo, 1948)
- Helvetia santarema Peckham & Peckham, 1894
- Helvetia semialba (Simon, 1901)
- Helvetia stridulans Ruiz & Brescovit, 2008

## Publication originale
- Peckham & Peckham, 1894 : Spiders of the Marptusa group. Occasional Papers of the Natural History Society of Wisconsin, vol. 2, no 2, p. 85-156 (texte intégral).